# ساندرا ایگراویده
ساندرا ایگراویده (انگلیسی: Sandra Ygueravide؛ زادهٔ ۲۸ دسامبر ۱۹۸۴) بازیکن زن بسکتبال ۳ نفره اهل اسپانیا است.
وی در مسابقات کشوری و بین‌المللی در مجموع برندهٔ ۲ مدال طلا، ۳ مدال نقره شده است.